# Isola di Bliss
L'isola di Bliss (in russo Остров Блисса, ostrov Blissa) è un'isola russa che fa parte dell'arcipelago della Terra di Francesco Giuseppe, nell'Oceano Artico. Amministrativamente fa parte dell'oblast' di Arcangelo.

## Geografia
L'isola di Bliss si trova nella parte centro-meridionale dell'arcipelago, è quella più a sud di un gruppo di 4 isole ravvicinate fra di loro; le altre sono le isole di Brice, 3 km a nord-est (al di là del canale di Sadko), di Pritchett, 700 metri ad ovest, e di Bromwich, più a nord.
Il punto più alto dell'isola raggiunge i 301 metri. La sua punta occidentale si chiama capo Beresford.

## Isole adiacenti
- Isola Zub, o Isola Dente, (Остров Зуб, ostrov Zub), a poca distanza da capo Beresford.